# Murayamagatake
Murayamagatake är en bergstopp i Antarktis. Den ligger i Östantarktis. Norge gör anspråk på området. Toppen på Murayamagatake är 2 600 meter över havet.
Terrängen runt Murayamagatake är kuperad åt sydväst, men åt nordost är den bergig. Trakten är obefolkad. Det finns inga samhällen i närheten. 